# Andrzej Iskra (muzyk)
Andrzej Iskra (ur. 12 listopada 1946 w Poznaniu, zm. 15 września 1991 tamże) – polski basista i klawiszowiec. Początkowo grał na gitarze solowej.

## Życiorys
Po rozpoczęciu nauki w IV Liceum Ogólnokształcące w Poznaniu w 1964 roku zakładał wraz z Henrykiem Piaseckim zespół big beatowy do którego zaprosił perkusistę Przemysława Lisieckiego. Grupa występowała podczas licznych szkolnych akademii, lecz trwała w tym składzie tylko jeden rok – do momentu ukończenia liceum przez jego założycieli. W 1965 roku Wojciech Lisiecki (śpiew, organy; brat Przemysława) założył własną grupę Roztrzepańcy w której muzyk grał na gitarze solowej – zaś resztę składu uzupełniali: H. Piasecki (gitara basowa) i P. Lisiecki (perkusja). Nieco później dołączył Tomasz Jaśkowiak (gitara). Zespół występował na wielu lokalnych imprezach masowych, takich jak: „Spotkania z Piosenką” pod patronatem Pałacu Kultury i Expressu Poznańskiego, szkolne akademie w LO nr 4 oraz festyny miejskie, organizowane przez ówczesne organizacje młodzieżowe. Miał na swym koncie również kilka dyplomów jako laureat lokalnych przeglądów piosenki. Był on jego członkiem, aż do rozpadu grupy w 1967 roku. Zaś w latach 1968–1969 był basistą zespołu Ex Aequo, utworzonego przez Romana Burchackiego po rozpadzie Pechowców, a w którym występowali również: Wojciech Meller (śpiew, gitara) i Marek Strzałkowski (perkusja). Wiosną 1971 roku za namową Przemysława Lisieckiego, dołączył do grupy Wojciecha Skowrońskiego Blues Trio – w miejsce Kazimierza Plewińskiego. W 1971 roku dokonał wraz z zespołem swych pierwszych nagrań radiowych i po raz pierwszy gościł na deskach festiwalu opolskiego (IX KFPP). Trio Skowrońskiego wystąpiło m.in. podczas „Karnawałowych Spotkań Muzycznych” (1971) i II Lubelskich Spotkań Wokalistów Jazzowych (4-6 czerwca 1971) – zyskując większe powodzenie, niż dotychczas. W 1972 roku lider zdecydował się na powiększenie składu zespołu i zmianę nazwy. Pod szyldem Blues & Rock Wojciecha Skowrońskiego, grupa wystąpiła dn. 20 października 1972 roku podczas festiwalu Jazz Jamboree, który zarejestrowano i z którego wybrano utwory na EP-kę pt. Blues & Rock, Wojciech Skowroński (No Sense In Worrying z rep. Otisa Spanna i Precious, Precious (Paraphrase) z rep. Isaaca Hayesa), która uznawana jest dziś za pierwszą płytę koncertową w Polsce. W styczniu 1973 roku basista nagrał z zespołem jego debiutancki longplay zatytułowany Blues & Rock (XL/SXL 0799). Największe przeboje formacji Skowrońskiego z tego okresu działalności to m.in. Kominiarz Johnny, Gdybyś miał dwa życia, Równy był gość czy Ludzie coś mi tutaj nie gra. W latach 1972–1974 basista gościł wraz z Blues & Rockiem, trzykrotnie na festiwalu opolskim, tj. na: X KFPP, XI KFPP i XII KFPP w Opolu. W grudniu 1974 roku nastąpiła zmiana składu, w wyniku której odszedł z zespołu.
W 1989 roku dołączył do zespołu Lecha Stawskiego KIS, gdzie grał na instrumentach klawiszowych. Trio (Stawski, Iskra i Andrzej Kmita) nagrało i wydało kilka kaset magnetofonowych, zaś po śmierci muzyka, ostatnia z nich została mu zadedykowana. Został pochowany w grobowcu rodzinnym na Cmentarzu Miłostowo w Poznaniu (kwatera 46-1A-18-4).

## Wybrana dyskografia[8]

### Z zespołem Blues & Rock
- 1972: Blues & Rock, Wojciech Skowroński (EP, Polskie Nagrania „Muza” N-0712)
- 1973: Blues & Rock (LP, Polskie Nagrania „Muza” XL/SXL 0799)
- 2017: Trochę żal (nagrania radiowe z lat 1970-1973) (CD, Kameleon Records KAMCD 63)
- 2020:  Rock and roll i ja (nagrania radiowe z lat 1973-1979) (CD, Kameleon Records KAMCD 64)
- 2019: Blues to zawsze blues jest (nagrania koncertowe z lat 1970-1974) (CD, Kameleon Records KAMCD 65)
- 2022: Za jasną rzeką (nagrania koncertowe z lat 1971–1979) (CD, Kameleon Records KAMCD 66)

### Z zespołem KIS
- Hity – Kis ze zdartej płyty 1 (MC, 1990)[9]
- Hity – Kis ze zdartej płyty 2 (MC, 1991)[9]
- Przeboje (MC, 1992)[1]
- Najpiękniejsze kolędy w wykonaniu zespołu Kis (MC, Memory 02-256-03)[3]
- Na ludowo (MC, Viola V-017)[3]